# ایوالوفگراد
ایوالوفگراد شهری در استان خاسکوو کشور بلغارستان است که جمعیت آن در سال ۲۰۰۱ میلادی ۴٬۴۴۲ نفر بوده‌است.